# طرسوس
طَرَسُوسُ (بالتركية: طرسوس/Tarsus، وباليونانية: Ταρσός) هي مدينة تركية تقع جنوب البلاد على ساحل البحر الأبيض المتوسط، تابعة لولاية مرسين، وتبعد حوالي 15 كم عن مدينة مرسين و 40 كم عن مدينة أضنة.

## عدد السكان
بلغ عدد سكانها عام 2001م حوالي 348 ألف نسمة.

## تاريخ المدينة
ذكر كتاب تاريخ الخلفاء للسيوطي أن المأمون دفن فيها سنة 218 هجرية ومازال ضريحه ظاهرا. كما أن معارك أخرى حدثت ضد الروم في سنة 270 هجرية في زمن المعتمد على الله.

## التاريخ الحديث
كانت عاصمة لإقليم قيليقية. تقع في الطرف الغربي للأقاليم السورية الشمالية التي أخضعت لتركيا بموجب معاهدة سيفر بين تركيا من جهة وبريطانيا وفرنسا من جهة أخرى، وتضم هذه الأقاليم أضنة ومرسين ومرعش وماردين وجزيرة ابن عمر والرها وديار بكر وعين تاب وكلس.

## أعلام
- صادق الياسيل
- طرخان أردوغان
- هيو كونت فرماندوا
- نوري أوك
- حسين كاظم قادري بك
- بولس الطرسوسي
- أودو الأول دوق بورغندي
- يوليان المرتد
- أمينة أولكر طرحان
- مقتل أوزكه جان أصلان

## وصلات خارجية
- صفحة طرسوس على موقع فهرس.نت